# Rensjön
Rensjön is een dorp binnen de Zweedse gemeente Kiruna. Rondom het station wonen zo'n 29 (2006) mensen. Het is een plaats waar wandelingen in het grote natuurgebied beginnen dan wel eindigen. Er is onder meer een pad naar het meer Rautasjärvi. De plaats wordt gevormd door een halteplaats (sinds 1906) aan de Ertsspoorlijn (zelf aangeven of je in- of uit wil stappen), maar er is ook een parkeergelegenheid aan de Europese weg 10. Sinds een aantal jaren is er ook een min of meer toeristische attractie, men kan leven zoals de Saami dat al jaren daar doen, maar ook bijvoorbeeld rendieren vangen door lassowerpen.

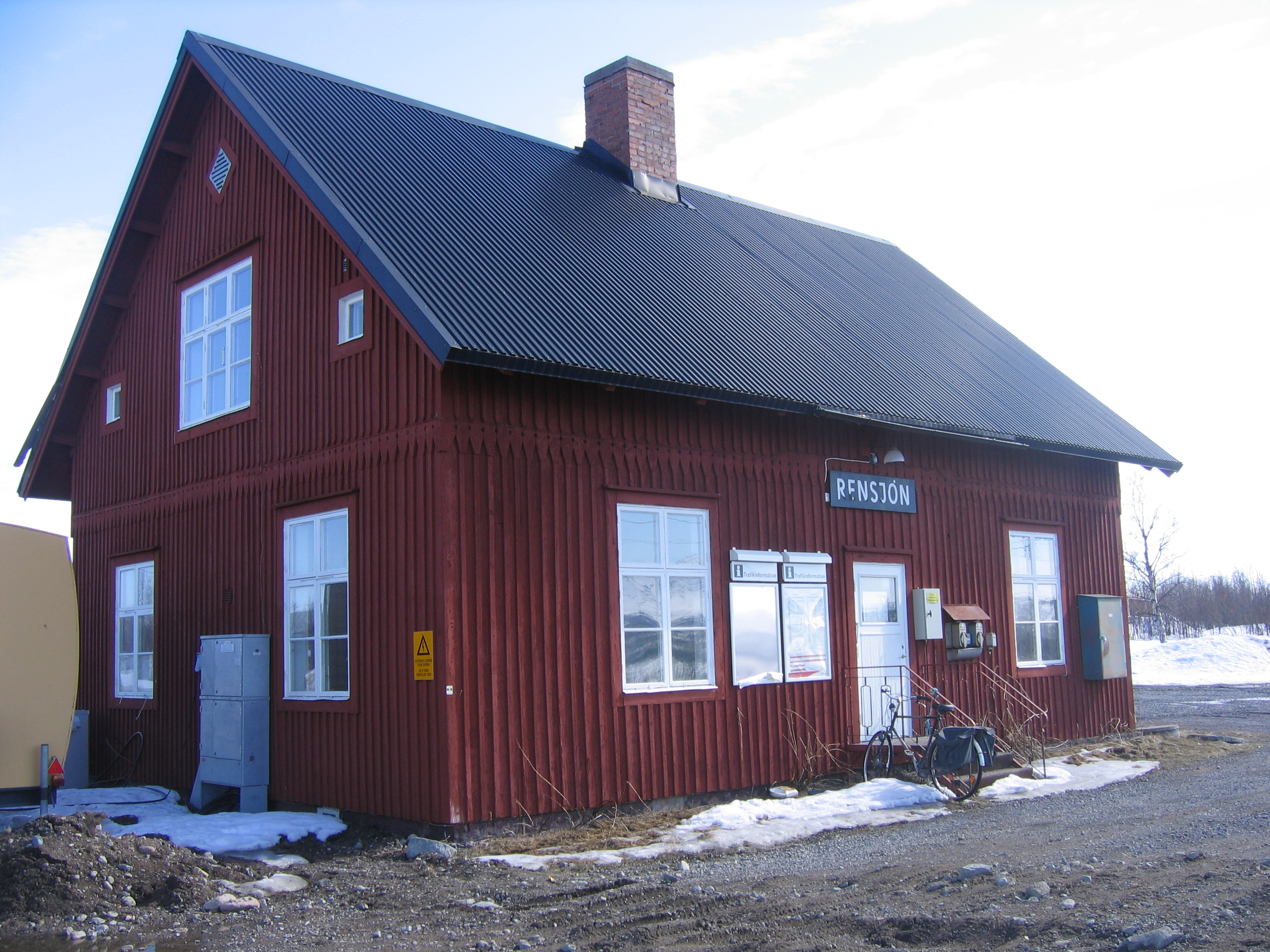
Rensjön treinstation

Bestuurscentrum: Kiruna (Tätort)
Tätort: Jukkasjärvi · Karesuando · Kuttainen · Övre Soppero · Svappavaara · Vittangi
Småort: Abisko · Idivuoma · Kauppinen · Kurravaara · Lannavaara · Laxforsen · Masugnsbyn · Mertajärvi · Närvä · Paksuniemi · Piksinranta · Saivomuotka
Overig: Alalahti · Alttajärvi · Årosjåkk · Björkliden · Holmajärvi · Jänkänalusta · Kaalasjärvi · Kalixfors · Kattuvuoma · Käyrävuopio · Krokvik · Kuoksu · Lainio · Laukkusluspa · Luongaslompolo · Maunu · Merasjärvi · Nedre Soppero · Nurmasuanto · Paittasjärvi · Parakka · Piilijärvi · Pirttivuopio · Poikkijärvi · Puoltsa · Rautas · Rensjön · Salmi · Silkkimuotka · Stenbacken · Suijajärvi · Torneträsk · Tuolluvaara · Vassijaure · Viikusjärvi · Vittangi · Vivungi